# Карпоподобные
Карпоподобные (лат. Cyprinoidea) — надсемейство лучепёрых рыб отряда карпообразные.

## Черты
Отсутствие жирового плавника, а также беззубые челюсти.

## Значение
Многие представители карпоподобных служат объектом промысла. Многие виды карпообразных (в том числе золотые рыбки) являются широко распространëнными обитателями пресноводных аквариумов. 

## Классификация
В карпоподобные входят 2 семейства. Ряд систематиков рассматривают семейство Psilorhynchidae в составе надсемейства Cobitoidea и в этом случае подсемейство Cyprinoidea оказывается монотипным. Некоторые авторы подсемейство Acheilognathinae поднимают до ранга самостоятельного семейства Acheilognathidae
- Семейство Cyprinidae — Карповые
- Семейство Psilorhynchidae — Псилоринховые

## Распространение
Встречаются в Северной Америке, Африке и Евразии.